# Szlak murawski

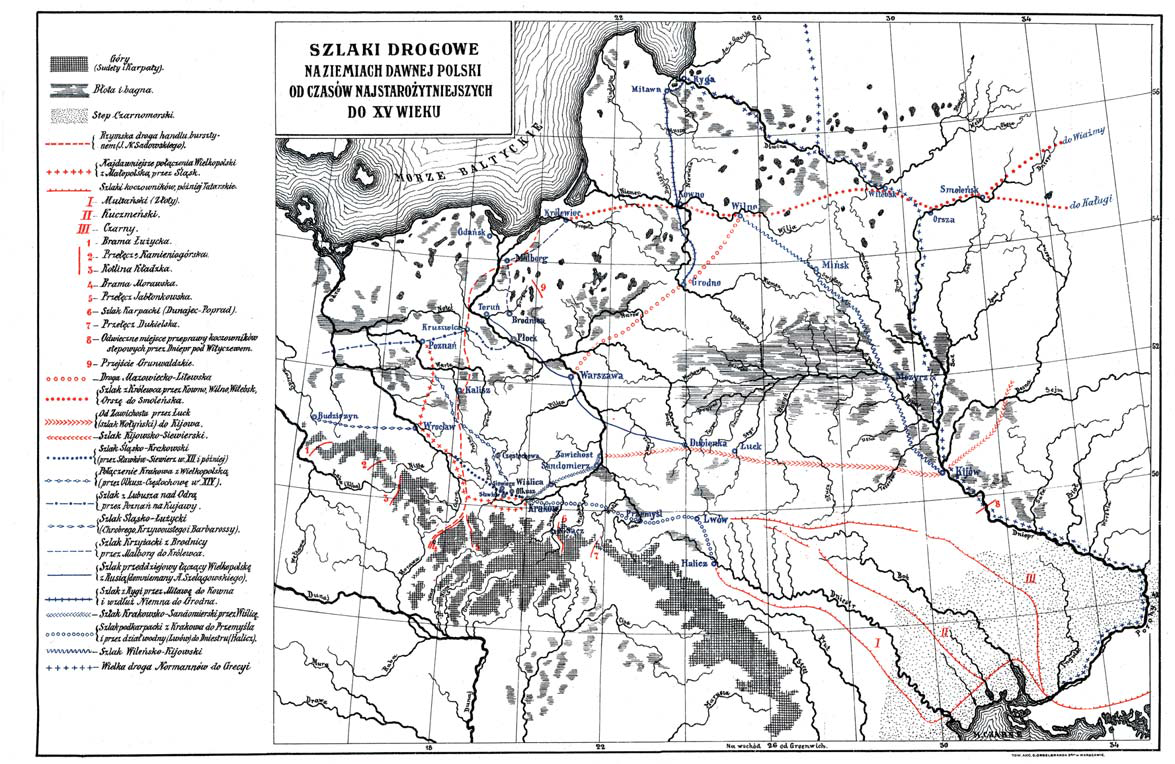
„Szlaki drogowe”, mapa z Geografii ziem dawnej Polski Antoniego Sujkowskiego (1918).

Szlak murawski – stary szlak handlowy i wojskowy, jeden z kilku stałych szlaków napadów Tatarów Krymskich na Księstwo Moskiewskie. 
Wiódł od Perekopu poprzez Dzikie Pola na północ, linią wododziału Dniepru z Donem, nad Worsklą, Dońcem, Sejmem do Tuły. Przechodził przez 11 brodów. Zygmunt Gloger uważał go za naturalną granicę wschodnią Kijowszczyzny. 
Pochodzenie nazwy nie jest znane, może być wywodzone od słowa „murawa”, czyli trawa, co jednak nie wyjaśnia, dlaczego akurat ten szlak zostałby od trawy nazwany, skoro porastała ona całe znaczne terytoria. Nazwa może pochodzić również od podobnie nazwanej miejscowości. 
Szlak miał kilka odgałęzień: bakajewskie, izjumskie, kalmiuskie, kończakowskie, staro- i nowoposelskie, romodanowskie, sahajdaczne. Szlak używany był również przez kupców i dyplomatów. 
W ciągu pierwszej połowy XVI wieku szlakiem przeszły 43 najazdy. Dlatego też dla ochrony przed atakami wniesiono biełgorodski system obronny z licznymi twierdzami: liwińską (1586), oskolską (1586), biełgorodską (1589), bałujkowską (1599) i innymi.